# Anomis privata
Anomis privata é uma mariposa da família Noctuidae. Pode ser encontrada na China, Taiwan e Japão, mas também foi descrita na América do Norte.
As larvas se alimentam de espécies de Hibiscus.